# Самойлов, Бронислав Олегович
Бронислав Олегович Самойлов (бел. Браніслаў Алегавіч Самойлаў; род. 25 мая 1985, Витебск) — белорусский профессиональный шоссейный велогонщик, выступавший в 2014—2017 годах года за команду категории UCI Professional Continental Team CCC Development Team. С 2018 года выступает за команду категории UCI Continental Team Minsk Cycling Club. Чемпион Беларуси в индивидуальной и групповой гонках. Участник Олимпийских игр 2012 года в Лондоне. Мастер спорта международного класса.

## Биография
Родина Самойлова — город Толочин Витебской области. Он — выпускник местной велошколы, которую продолжает поддерживать, став профессиональным спортсменом. Будучи юным гонщиком, неоднократно был травмирован, а также перенёс менингит, после которого врачи не советовали продолжать карьеру велогонщика. Однако за год постепенно увеличивающихся тренировок, спортсмен восстановил форму, снова начал показывать высокие результаты и был зачислен в национальную сборную.
Свой город представляет на национальном чемпионате.

## Карьера
Бронислав входил в состав профессиональных команд Acqua & Sapone-Caffè Mokambo (2007—2008), Amica Chips–Knauf (2009), Quick Step (2009—2010) и Movistar Team (2011—2012). В 2007 году стал чемпионом Беларуси в групповой гонке, но наибольшего успеха добился в гонках с раздельным стартам, где обладает тремя национальными чемпионскими титулами: 2009, 2010 и 2012 годов. В 2014 году начал выступление на треке, сходу завоевав две золотые медали чемпионата Беларуси: в командной и групповой гонке.

## Достижения

### Чемпионаты
| Соревнование       | Соревнование | 2007 | 2008 | 2009 | 2010 | 2011 | 2012 | 2013 | 2014 | 2015 | 2016 |
| ------------------ | ------------ | ---- | ---- | ---- | ---- | ---- | ---- | ---- | ---- | ---- | ---- |
| Олимпийские игры   | RR           |      | —    |      |      |      | 78   |      |      |      | —    |
| Чемпионат мира     | TTT          | —    | —    | —    | —    | —    | —    | 13   | 18   | —    | 13   |
| Чемпионат мира     | ITT          | —    | —    | —    | —    | —    | —    | —    | —    | —    | 45   |
| Чемпионат Беларуси | ITT          | 2    | 4    | 1    | 1    | —    | 1    | 3    | 3    | 2    | 2    |
| Чемпионат Беларуси | RR           | 1    | —    | —    | —    | 3    | 6    | 5    | 7    | 5    | 3    |

## Результаты
2004
1-й — Льеж — Бастонь — Льеж U23
Chieti-Casalincontrado-Blockhaus
1-й на этапе 5 — Giro delle Regioni
2-й — Кубок Чуффенны
5-й — Гран-при Каподарко
2005
1-й  Чемпионат Беларуси среди юниоров в индивидуальной гонке
1-й — Трофей Франко Балестра
1-й — Вольта Льейды
1-й на этапах 1, 2(ITT) и 5
1-й — Гран-при Гардоне-Валь-Тромпия
1-й на этапе 4 и 5 — Тур Валле-д'Аоста
1-й — Руота д’Оро
3-й — Трофей Спортивных Бриг
9-й — Чемпионат Европы среди юниоров
2006
1-й  Чемпионат Беларуси среди юниоров в индивидуальной гонке
2007
1-й  Чемпионат Беларуси в групповой гонке
2-й Чемпионат Беларуси в индивидуальной гонке
3-й — Тур Лацио
6-й — Чемпионат Европы среди юниоров
2008
1-й на этапе 5 — Неделя Ломбардии
2009
1-й  Чемпионат Беларуси в индивидуальной гонке
3-й — Тур Австрии
2010
1-й  Чемпионат Беларуси в индивидуальной гонке
2011
3-й — Чемпионат Беларуси в групповой гонке
2012
1-й  Чемпионат Беларуси в индивидуальной гонке
2013
1-й на этапе 3 — Тур Малой Польши
1-й — Тур де Рибас
1-й на этапе 2
2-й — Race Horizon Park
3-й — Чемпионат Беларуси в индивидуальной гонке
2014
1-й на этапах 2 и 3а (ITT) — Тур Сибиу
3-й — Чемпионат Беларуси в индивидуальной гонке
2015
2-й — Чемпионат Беларуси в индивидуальной гонке
2016
2-й — Чемпионат Беларуси в индивидуальной гонке
3-й — Чемпионат Беларуси в групповой гонке
2017
1-й на этапе 1b (TTT) — Международная неделя Коппи и Бартали

### Гранд Туры
| Гранд-Тур00000 00000 000 | 2007 | 2008 | 2009 | 2010 | 2011 | 2012 | 2013 | 2014 | 2015 | 2016 | 2017 |
| Джиро д'Италия           | 22   | —    | —    | 39   | 46   | 43   | —    | —    | 48   | —    | 112  |
| Тур де Франс             | —    | —    | —    | —    | —    | —    | —    | —    | —    | —    | —    |
| Вуэльта Испании          | —    | —    | —    | DNF  | —    | —    | —    | —    | —    | —    | —    |

| - Джиро д'Италия - Участие:6 - 2007: 22 - 2010: 39 - 2011: 46 - 2012: 43 - 2015: 48 - 2017: 112 | - Тур де Франс - Участие:0 | - Вуэльта Испании - Участие:1 - 2010: сход на этапе 8 |